# NGC 973
NGC 973 este o galaxie seyfert de tip 2⁠(d) situată în constelația Triunghiul. A fost descoperită în 30 octombrie 1885 de către Lewis A. Swift. Se află la o distanță de 61,94 de megaparseci de Pământ.